# Pyrtaula mendica
Pyrtaula mendica är en tvåvingeart som först beskrevs av Friedrich Hermann Loew 1870.  Pyrtaula mendica ingår i släktet Pyrtaula och familjen platthornsmyggor. Inga underarter finns listade i Catalogue of Life.